# Marble Cliff, Ohio
Marble Cliff là một làng thuộc quận Franklin, tiểu bang Ohio, Hoa Kỳ. Năm 2010, dân số của làng này là 573 người.